# Psolidium pseudopulcherrimum
Psolidium pseudopulcherrimum is een zeekomkommer uit de familie Psolidae.
De wetenschappelijke naam van de soort werd in 2008 gepubliceerd door A.S. Thandar.